# Ferrière-Larçon
Ferrière-Larçon är en kommun i departementet Indre-et-Loire i regionen Centre-Val de Loire i de centrala delarna av Frankrike. Kommunen ligger i kantonen Le Grand-Pressigny som tillhör arrondissementet Loches. År 2022 hade Ferrière-Larçon 239 invånare.

## Befolkningsutveckling
Antalet invånare i kommunen Ferrière-Larçon
Referens:INSEE